# Лябинка
Лябинка — деревня в Жуковском районе Калужской области России. Входит в состав сельского поселения «Село Высокиничи».
Название , возможно, связано с названием сибирского княжества Ляб. В XVIII веке называлось Ляблино. 

## География
Стоит недалеко от берегов реки Паж, рядом Тимохино.

## История
До Екатерины II принадлежала Репниным, после оказались в царском владении, далее переданы братьям Орловым.
До 1775 года относилась к Оболенскому уезду Московской губернии, затем — в Малоярославецком уезде Калужской губернии.
В 1782 году — во владении Коллегии экономии, до этого времени — братьев Орловых.
В 1891 году входила в Авчининскую волость, проживало: мужчин — 72, женщин —72. В деревне ленточная фабрика
В советское время относилось к колхозу «Вторая пятилетка»

## Население
| 2002 | 2010 |
| ---- | ---- |
| 4    | ↘1   |